# Elina Urbano
Elina de Lourdes Urbano (* 21. Februar 1964 in Mendoza) ist eine ehemalige argentinische Leichtgewichts-Ruderin. Sie gewann im Leichtgewichts-Zweier ohne Steuerfrau zwei Medaillen bei Weltmeisterschaften.

## Sportliche Karriere
Die 1,64 m große Elina Urbano belegte bei den Weltmeisterschaften 1995 zusammen mit Patricia Conte den 13. Platz im Leichtgewichts-Doppelzweier. Im gleichen Jahr siegten die beiden auch bei den Panamerikanischen Spielen. 1996 trat Urbano bei den Olympischen Spielen in Atlanta im Einer ohne Gewichtsbeschränkung an, sie belegte den 16. Platz unter 17 Teilnehmerinnen.
1998 bildete sie mit Patricia Conte einen Leichtgewichts-Zweier ohne Steuerfrau. Bei den Weltmeisterschaften in Köln belegten die beiden den zweiten Platz hinter den Britinnen Juliet Machan und Jo Nitsch. 1999 siegten Urbano und Conte bei den Panamerikanischen Spielen 1999 in Winnipeg im Leichtgewichts-Doppelzweier und zusammen mit Marisa Peguri und María Garisoain auch im Leichtgewichts-Doppelvierer. Zwei Wochen nach dem Ende der Spiele in Winnipeg begannen in St. Catharines die Ruder-Weltmeisterschaften 1999. Urbano und Conte traten wie im Vorjahr im Leichtgewichts-Zweier ohne Steuerfrau an und belegten den vierten Platz. Zwei Jahre später gewannen die beiden bei den Weltmeisterschaften 2001 in Luzern noch einmal Bronze im Zweier.